# Birgit Bücker
Birgit Bücker (* 1956 in Münster) ist eine deutsche Theater- und Filmschauspielerin sowie Sprecherin und Chanson-Sängerin.

## Leben
Birgit Bücker wurde von 1976 bis 1979 an der Folkwang Universität der Künste zur Schauspielerin ausgebildet. Danach war sie an verschiedenen Theatern engagiert, darunter am Theater Kiel, dem Theater Oberhausen, dem Westfälischen Landestheater und dem Residenztheater (München). Ab 1990 war sie Ensemblemitglied am Badischen Staatstheater Karlsruhe.
Ab 2002 war sie als „Margarete Markhardt-Siegel“ in der Serie Die Fallers – Die SWR Schwarzwaldserie zu sehen. Es folgten weitere Nebenrollen in Fernsehfilmen und Serien. Ab 2010 war sie im Ensemble des Theater Baden-Badens.

## Filmografie (Auswahl)
- 2002–2023: Die Fallers – Die SWR Schwarzwaldserie (Fernsehserie, 61 Folgen)
- 2003: Polizeiruf 110: Abseitsfalle
- 2004: Tatort: Sechs zum Essen
- 2004: Tatort: Teufel im Leib
- 2006: Die Wolke
- 2015: Rote Rosen (Fernsehserie, 5 Folgen)